# Oligoclada pachystigma
Oligoclada pachystigma is een libellensoort uit de familie van de korenbouten (Libellulidae), onderorde echte libellen (Anisoptera).
De wetenschappelijke naam Oligoclada pachystigma is voor het eerst geldig gepubliceerd in 1890 door Karsch.